# 生活大爆炸 (第六季)
《生活大爆炸》（第六季）是哥伦比亚广播公司發行的美国情景喜剧，从2012年9月27日起开始放映，至2013年5月16日完结，共有24集。
《生活大爆炸》在本季的《貝克斯菲爾德的遠征（The Bakersfield Expedition）》播送後首次突破2000萬觀眾大關，此劇與重返犯罪現場一起，使CBS成為自2007年以來第一個在同一周內擁有兩個2000萬觀眾劇集的廣播網。該成就歸功於情景喜劇在廣播聯賣中的曝光度、其在2010年末被安排到一個新的時間段，以及節目統籌史蒂文·莫拉羅（接替比爾·普拉迪）對角色故事情節的影響。
在本季中，凱文·薩斯曼成為主要演員並飾演斯圖爾特·布魯姆。马克·森卓斯基憑本季首映集《約會之夜的變量（The Date Night Variable）》被提名美國導演協會最佳導演獎——喜劇影集。在第65屆黃金時段艾美獎頒獎典禮上，吉姆·帕森斯憑藉《居住地的組態（The Habitation Configuration）》一集贏得黃金時段艾美獎喜劇類影集最佳男主角獎，马伊姆·拜力克則憑藉《魚內臟的位移（The Fish Guts Displacement）》一集獲得黃金時段艾美獎喜劇類影集最佳女配角獎提名。此外，鮑勃·紐哈特在同年也憑藉《質子的復興（The Proton Resurgence）》一集贏得黃金時段艾美獎喜劇類影集最佳客串男演員獎。

## 概述
雖然亞歷克斯的出現有一點影響，潘妮和里安納的關係仍然穩固，但里安納在結尾要離開潘妮四個月去北海工作。霍華德和伯納黛特開始了他們的夫妻生活。薛爾登和艾米在經歷一系列的事情後感情更深厚。雷傑在結尾與露西分手後，終於克服了他的選擇性緘默症。

## 角色
| - 约翰尼·盖尔克奇 飾演 里安納·荷夫斯特博士 - 吉姆·帕森斯 飾演 薛爾登·高栢博士 - 凯莉·库柯 飾演 潘妮 - 西蒙·黑尔贝格 飾演 霍华德·沃洛维兹 - 昆瑙·纳亚尔 飾演 雷傑·高化波里博士 - 马伊姆·拜力克 飾演 艾米·法拉·福勒博士 - 梅丽莎·劳奇 飾演 伯納黛特·羅斯坦考斯基博士 - 凱文·薩斯曼 飾演 斯圖爾特·布魯姆 - 豪伊·曼德尔 飾演 他自己 - 巴兹·奥尔德林 飾演 他自己 - 勒瓦爾·伯頓 飾演 他自己 | - 卡羅爾·安·蘇西 飾演 和路威茲夫人 - 帕夏·D·萊奇尼科夫 飾演 迪米特里·列齊諾夫 - 邁克爾·馬西莫諾 飾演 他自己 - 馬戈·哈什曼 飾演 亞歷克斯·詹森 - 威尔·惠顿 飾演 他自己 - 凱西·桑德 飾演 邁克·羅斯坦考斯基 - 蕾吉娜·金 飾演 珍妮·戴維斯 - 約翰·羅斯·博維 飾演 巴里·克里普克博士 - 凱特·米庫奇 飾演 露西（Lucy） - 史蒂芬·霍金 飾演 他自己 - 布賴恩·波森 飾演 伯特·基布勒博士 | - 揚·霍格 飾演 莉蓮 - 肯·勒納 飾演 施耐德博士 - 珍妮爾·馬拉（Janelle Marra） 飾演 克萊爾 - 瑞恩·卡特賴特 飾演 科爾 - 梅根·費 飾演 羅斯坦考斯基夫人 - 達金·馬修斯 飾演 聖誕老人 - 馬特·巴塔利亞 飾演 雷諾茲警官 - 喬什·布雷納（Josh Brener） 飾演 戴爾 - 布里安娜·庫科（Briana Cuoco） 飾演 格雷琴 - 里卡多·勒布朗（Riccardo LeBron） 飾演 湯姆 - 鮑勃·紐哈特 飾演 阿瑟·杰弗里斯博士/質子教授 |

## 剧集
| 總集數 | 集數 （季） | 標題                                                     | 導演          | 編劇 | 首播日期       | 製作 代碼 | 美國收視人數 （百萬） |
| --- | ----------- | -------------------------------------------------------- | ------------- | --- | -------------- | --------- | --------------------- |
| 112 | 1           | 約會之夜的變量 The Date Night Variable                   | 马克·森卓斯基 | 故事：查克·洛尔、埃里克·卡普兰、史蒂夫·霍蘭德 劇本：史蒂文·莫拉羅、占·雷諾茲（Jim Reynolds） 瑪麗亞·法拉利（Maria Ferrari） | 2012年9月27日  | 3X7601    | 15.66                 |
| 霍華德的母親得知霍華德打算離開她去與伯納黛特同居後非常憤怒，於是打電話到国际空间站找他。為了安撫希望他留下的母親和不希望他留下的伯納黛特，霍華德對雙方都撒了謊。與此同時，薛爾登邀請“失去霍華德”的雷傑一起度過他與艾米的兩週年紀念日，因為他想將《關係協議》要求的任何浪漫活動外判給印度人（雷傑）。艾米強迫雷傑離開，所以他又闖進里安納和潘妮的約會了。里安納想跟潘妮討論他們之間的關係，因而憎恨雷傑的突然闖入，但由於潘妮並不想與他討論，他因此不得不讓雷傑留下。當醉酒的雷傑要求潘妮宣布她對里安納的愛時，他被趕出公寓並前往漫畫書店，他和斯圖爾特在那裡喝了一杯睡前酒，并計劃在第二天晚上見面。艾米的調情方法在薛爾登身上毫無作用；受傷的艾米威脅要和他分手，除非他說些浪漫的說話。薛爾登以一段令人驚嘆的浪漫獨白回應，艾米覺得非常感人，直到他承認引用了《蜘蛛俠》中的對白。 標題出處: 雷傑分別參與了薛爾登和艾米以及里安納和潘妮的約會。 |             |                                                          |               | |                |           |                       |
| 113 | 2           | 脫鉤的波動 The Decoupling Fluctuation                    | 马克·森卓斯基 | 故事：查克·洛尔、占·雷諾茲、瑪麗亞·法拉利 劇本：史蒂文·莫拉羅、艾力·卡普蘭、史提夫·霍蘭德                                   | 2012年10月4日  | 3X7602    | 15.18                 |
| 在整理伯納黛特的結婚禮物時，潘妮坦言不確定自己對里安納的感情，並擔心她可能會再次與他分手。潘妮要求伯納黛特和艾米不要對里安納提起這件事；然而，艾米告訴了薛爾登，他無法保守秘密，只能憋著不告訴里安納。當天晚上，他在公寓裡叫醒了潘妮，並拜托她永遠不要傷害他的朋友里安納。第二天，當她準備和里安納談談她的看法時，她看著他悲傷的臉時不忍心，轉而和他上床了。後來，潘妮向伯納黛特和艾米堅持說她不擔心她和里安納的發展方向，因為他們還沒有結婚。與此同時，斯圖爾特加入男孩們的圈子，薛爾登的條件是要他扮演霍華德並取代成為拉吉的朋友，因此他必須在看電影時吃巧克力葡萄乾，並在玩《卡阿神秘軍閥》中使用與霍華德相同的牌。斯圖爾特和雷傑後來去酒吧結識女人，這讓人想起霍華德和雷傑的友誼。在國際太空站上，霍華德被太空人邁克爾·馬西莫諾和迪米特里·雷齊諾夫一起欺負。伯納黛特讓霍華德站起來對抗他們，但他們給他下了藥，並在他的臉上畫了一張老鼠臉和他的綽號“穀物圈”。 標題出處: 潘妮考慮是否與里安納分手，因為她不確定自己在他們的關係中的感受。 |             |                                                          |               | |                |           |                       |
| 114 | 3           | 希格斯玻色子的觀測 The Higgs Boson Observation           | 马克·森卓斯基 | 故事：史蒂文·莫拉羅、戴夫·格奇（Dave Goetsch） 史提夫·霍蘭德 劇本：查克·洛爾、占·雷諾茲、瑪麗亞·法拉利                      | 2012年10月11日 | 3X7603    | 14.23                 |
| 薛爾登的母親從家裡寄來了他兒時的科學筆記本，他希望能從中發現能為他贏得诺贝尔奖的資料。薛爾登沒有時間自己閱讀筆記本，於是他聘請了漂亮的女研究生亞歷克斯·詹森為他效勞。當艾米發現亞歷克斯時，她很嫉妒並檢查了薛爾登的辦公室，儘管潘妮堅持認為亞歷克斯對他沒有興趣。艾米和潘妮後來在加州理工學院的食堂看到亞歷克斯和里安納談笑風生，這讓潘妮嫉妒。艾米指出，雖然潘妮不確定她對里安納的感情，但潛意識裡想到他和另一個女人在一起的想法會讓她感到困擾。潘妮逐漸意識到艾米可能是對的。在發現薛爾登的一個具有諾貝爾潛力的小學項目後，亞歷克斯來到他的公寓，而潘妮和里安納也在這裡。潘妮向亞歷克斯介紹自己（潘妮巧妙地暗示里安納是屬於她的），然後把里安納拖到她的公寓做愛。與此同時，思鄉病發作的霍華德想盡快回到地球。當返回的联盟号飞船延遲時，他患上了恐慌發作、機艙熱和“太空癡呆”，導致他不斷胡說八道。其他太空人給了他一劑鎮靜劑讓他放鬆，但也讓他在太空站裡脫掉褲子和風車轉。 標題出處: 薛爾登觀察到希格斯玻色子粒子最近的成功時，想要發掘他可能在童年時期做出的一項發現，這可能會讓他獲得諾貝爾獎。 |             |                                                          |               | |                |           |                       |
| 115 | 4           | 重回的最小化 The Re-Entry Minimization                   | 马克·森卓斯基 | 故事：比爾·普拉迪、占·雷諾茲 安東尼·德爾·布羅科洛（Anthony Del Broccolo） 劇本：查克·洛爾、史蒂文·莫拉羅、艾力·卡普蘭       | 2012年10月18日 | 3X7604    | 15.73                 |
| 薛爾登和里安納在“我畫你猜”輸給潘妮和艾米之後，潘妮宣稱她們可以在任何事情上擊敗他們，男孩們向她們挑戰一系列遊戲，而女孩們每次都輕鬆擊敗他們。與此同時，霍華德回到地球，期待著朋友們和公眾的盛大歡迎，但只有伯納黛特在洛杉磯國際機場迎接他，而盛大的公眾歡迎是來迎接豪伊·曼德尔的，豪伊和霍華德一起在飛機上，但不相信他真的是一名太空人。由於伯納黛特已將霍華德的歡迎派對重新安排在第二天晚上，這對夫婦去伯納黛特的公寓享受他們的“蜜月”，但伯納黛特因感冒服用苯海拉明，她很快就睡著了。霍華德離開公寓回到自己家，他震驚地發現他的母親與他的前牙醫有染。霍華德去到雷傑的公寓，他發現斯圖爾特現在和雷傑待在一起，並取代了他成為雷傑最好的朋友，兩人甚至打算去聽仙樂飄飄處處聞，這是雷傑過去只和霍華德一起做的事情。霍華德前往里安納和薛爾登的公寓，但里安納、薛爾登、潘妮和艾米仍在比賽，他們把他趕走，他立即離開。霍華德最終獨自一人在一家餐館裡呆著，一位女服務員從新聞中認出了他，並給了他一塊免費的餡餅。然而，當他開始吃餡餅時，他打了個噴嚏，意識到自己被伯納黛特傳染了。 標題出處: 霍華德期待他從太空返回地球後舉行盛大的慶祝活動；然而，他只能得到興奮度最小化的迎接。 |             |                                                          |               | |                |           |                       |
| 116 | 5           | 全息的激發 The Holographic Excitation                    | 马克·森卓斯基 | 故事：查克·洛爾、艾力·卡普蘭、傑里米·豪（Jeremy Howe） 劇本：史蒂文·莫拉羅、史提夫·霍蘭德、瑪麗亞·法拉利                    | 2012年10月25日 | 3X7605    | 15.82                 |
| 斯圖爾特和雷傑在漫畫書店組織了一場萬聖夜化妝舞會。艾米和伯納黛特會和她們的伴侶一起去，但潘妮不喜歡参加在漫畫書店裡舉行的派對。艾米和伯納黛特隨後說服她對里安納的活動表現出興趣，就像儘管里安納不喜歡潘妮的活動，他還是會表現出興趣一樣。潘妮聽從她們的建議參觀了里安納的實驗室。每當潘妮參觀里安納的實驗室、他展示他的聰明才智時或在派對上，潘妮就會對他的工作著迷，興奮不已，並與他發生性行為。與此同時，薛爾登和艾米為他們成對的情侶服裝爭論不休，他們在艾米最喜歡的“有些破舊的安與安迪”和薛爾登最喜歡的“R2-D2與C-3PO”之間妥協，以“有些破舊的安和有些破舊的C-3PO”服裝出現。霍華德無休止地談論他的太空任務，讓他的朋友們感到厭煩。在發生性行為之前，伯納黛特禁止所有太空談話，因此霍華德抵制参加派對，然而他還是被迫要参加。伯納黛特與霍華德對質，霍華德透露如果沒有太空他“只是……侯活·和路威茲”。伯納黛特說她就是愛上“只是……侯活·和路威茲”後，他們就接吻了。雷傑後來給霍華德看了一段巴兹·奥尔德林不斷提到他的月球之旅，讓小孩們感到無聊的影片，霍華德終於意識到了自己的錯誤。 標題出處: 里安納展示他的全息投影儀，潘妮被激起了性慾。 |             |                                                          |               | |                |           |                       |
| 117 | 6           | 提取的抹殺 The Extract Obliteration                      | 马克·森卓斯基 | 故事：查克·洛爾、比爾·皮禮迪、史提夫·霍蘭德 劇本：史蒂文·莫拉羅、占·雷諾茲、艾力·卡普蘭                                     | 2012年11月1日  | 3X7606    | 15.90                 |
| 潘妮重新入讀社区学院，只差歷史一科就能夠畢業。潘妮對里安納保密因為他會非常興奮，但在伯納黛特和艾米的建議下，她還是告訴了他。當天晚上，里安納看了潘妮關於美國奴隸制度的論文。里安納認為太糟糕了，所以完全重寫了它並在早上拿給潘妮看，但她很生氣，拒絕接受，並說她將獨自完成所有的大學作業。後來，潘妮向里安納展示了她自己寫的論文得到“B-”，並嘲笑他認為她不夠聰明。然而，原來是伯納黛特和艾米幫助潘妮重寫了論文，並故意將其寫成“B-”的程度，以使其更“可信”。與此同時，薛爾登開始與史蒂芬·霍金在線玩“Words with Friends”，薛爾登幾乎贏得了每一場比賽。當霍金不再玩時，薛爾登心煩意亂，認為他因為一直輸而不再玩。第二天，霍金繼續和薛爾登一起玩，薛爾登故意輸掉以確保霍金繼續玩。那天晚上，霍金打電話嘲笑他輸了，這讓里安納很開心。 標題出處: 薛爾登曾經用這個詞在他與史蒂芬·霍金一起玩的遊戲“Words with Friends”中領先。因為領先，薛爾登危害了他與霍金的友誼。 |             |                                                          |               | |                |           |                       |
| 118 | 7           | 居住地的組態 The Habitation Configuration                | 马克·森卓斯基 | 故事：查克·洛爾、艾力·卡普蘭、占·雷諾茲 劇本：史蒂文·莫拉羅、史提夫·霍蘭德、瑪麗亞·法拉利                                   | 2012年11月8日  | 3X7607    | 16.68                 |
| 薛爾登邀請威尔·惠顿一起錄影關於星空奇遇記旗幟的特別《旗幟的樂趣》Podcast。威爾和艾米相處不來，所以她要求薛爾登讓威爾離開，但是薛爾登拒絕，所以她氣呼呼地離開了。在未能讓艾米尊重威爾之後，薛爾登在芝士蛋糕工廠酒吧向潘妮承認了他對關係的擔憂。潘妮責備薛爾登，當威爾侮辱艾米時，來自德克萨斯州的他沒有挺身而出，並調皮地讓他喝長島冰茶喝醉。薛爾登去了威爾家，並用德州風格要他向艾米道歉。威爾對薛爾登的醉酒行為感到驚訝，並在薛爾登在灌木叢中嘔吐並恢復理智前不久道歉。薛爾登和艾米和解後重新拍攝了Podcast，並邀請勒瓦爾·伯頓作為特邀嘉賓，但艾米也無法與他相處。與此同時，霍華德搬進了伯納黛特的公寓，因為她提醒他曾經承諾從太空返回後會搬出自己的房子。在伯納黛特家打開行李箱時，霍華德找到他的舊魔法裝置，並回憶起在父親離開後表演魔術來讓母親振作起來。因此，富有同情心的伯納黛特堅持不時讓他們在霍華德母親家過夜，以提醒霍華德母親她並不孤單。 標題出處: 霍華德決定從母親家搬到伯納黛特的公寓。 |             |                                                          |               | |                |           |                       |
| 119 | 8           | 43的特殊性 The 43 Peculiarity                            | 马克·森卓斯基 | 故事：查克·洛爾、戴夫·格奇、安東尼·德爾·布羅科洛 劇本：史蒂文·莫拉羅、占·雷諾茲、史提夫·霍蘭德                              | 2012年11月15日 | 3X7608    | 17.63                 |
| 里安納嫉妒與潘妮一起做口語項目的英國同學科爾，他擔心科爾會追求她。里安納在樓梯上與科爾對峙，里安納試圖把他從潘妮身邊嚇跑，卻不知道他對此不感興趣。潘妮無意中聽到了他們的聲音，並對里安納缺乏信任感到憤怒。在加州理工學院的食堂，里安納與亞歷克斯討論他的煩惱，亞歷克斯在他不知情的情況下與他調情。里安納後來告訴潘妮他對其他男人追求她的不安全感，潘妮最終無意中承認了對他的愛，這是潘妮對里安納第一次說她愛他。與此同時，霍華德和雷傑想知道薛爾登每天下午2:45到3:05在做什麼，他們看到他進入加州理工學院的地下儲藏室。霍華德和雷傑在午夜闖入儲藏室，卻只發現黑板上寫著數字“43”。他們試圖利用科學、數學和流行媒體知識來找到其含義，但無濟於事。霍華德安裝了一個“借來的”火星探測器相機來監視薛爾登。薛爾登發現相機，他偽造了一段影片，影片中他說早前的“43”個平行宇宙沒有生命存在，並打開一個小虫洞在第44個平行宇宙中尋找生命，更在房間裡受到外星生物攻擊。薛爾登責備他們監視他，並透露他在房間裡從日常生活的困難中放鬆，但拒絕解釋“43”的含義。在最後一幕中，觀眾能看到薛爾登在房間裡玩著一個沙包：“43”是他連續踢中的最大次數。 標題出處: 霍華德和雷傑在地下儲藏室薛爾登的黑板上看到的號碼。 |             |                                                          |               | |                |           |                       |
| 120 | 9           | 停車位的升級 The Parking Spot Escalation                 | 彼得·查科斯   | 故事：查克·洛爾、艾力·卡普蘭、亞當·法伯曼（ Adam Faberman） 劇本：史蒂文·莫拉羅、史提夫·霍蘭德、瑪麗亞·法拉利               | 2012年11月29日 | 3X7609    | 17.25                 |
| 霍華德用他太空任務的錢買了一輛新車，並被分配到薛爾登從不使用的停車位。儘管沒有汽車，甚至不知道如何開車，薛爾登還是想要把停車位拿回來，並開始與霍華德發生激烈的爭執。薛爾登拿走了霍華德的鐵甲奇俠頭盔，霍華德拿走了薛爾登的鑲框文憑、赤身裸體地坐在薛爾登的沙發專用位、還把薛爾登的筆記本電腦放在他的下體上沾沾自喜。這場爭執甚至延伸至他們的伴侶，艾米和伯納黛特分別支持薛爾登和霍華德。艾米幫助薛爾登重新命名停車位並將她的車停在那裡；伯納黛特發現並將其拖走。當艾米向伯納黛特揮舞她沉重的手提包時，潘妮被夾在中間，伯納黛特躲避因而不小心打斷了潘妮的鼻子。在薛爾登試圖將停車位用作他的新工作場所，然後赤身裸體地坐在霍華德的車裡後，雷傑介入調解最終達成協議，讓霍華德保留停車位，直到薛爾登學會開車或獲得蝙蝠車。薛爾登和艾米在芝士蛋糕工廠與霍華德和伯納黛特和解。最後，薛爾登把他的坐墊帶到了乾洗店，因為在爭執中赤身裸體的霍華德曾坐在上面，並且還藉此機會將他的筆記本電腦賣給乾洗店老闆的兒子使用（因為筆記本電腦曾放在霍華德的下體上）。 標題出處: 當薛爾登的停車位被重新分配給霍華德時，他們之間的爭執。 |             |                                                          |               | |                |           |                       |
| 121 | 10          | 魚內臟的位移 The Fish Guts Displacement                  | 馬克·森卓斯基 | 故事：查克·洛爾、比爾·皮禮迪、塔拉·埃爾南德斯（Tara Hernandez） 劇本：史蒂文·莫拉羅、艾力·卡普蘭、占·雷諾茲                 | 2012年12月6日  | 3X7610    | 16.94                 |
| 霍華德和伯納黛特與她的父母共進晚餐。霍華德甚至無法與岳父進行平凡的談話，因為他們沒有共通點。伯納黛特讓她的父親帶霍華德釣魚與他聯繫，霍華德和他的岳父不情願地接受了。霍華德與里安納和雷傑一樣，不知道如何釣魚，所以專家潘妮教他們釣魚的步驟，但細節令他們作嘔。在釣魚之旅的早上，霍華德和他的岳父都承認是他們的妻子強迫他們去的。這實際上幫助他們聯繫，因為他們現在有共通點（事業成功但妻子占主導地位），他們不再去釣魚，而是一起去棕櫚泉賭場。與此同時，艾米感染了流感。薛爾登不情願地照顧她，因為他們的關係協議規定任何一方生病時另一方要照顧對方。艾米很享受薛爾登的照顧，因為他從來沒有表現出他關心和有愛的一面。即使康復後，艾米仍假裝生病，因為她希望薛爾登繼續照顧她。薛爾登非常擔心艾米，因為他很努力照顧艾米但她仍然生病，於是他在實驗室培養了她的臉頰拭子，揭示了她已經康復。因為艾米撒謊，薛爾登雖然不願意傷害她，但艾米喜歡他打她作為懲罰。 標題出處: 潘妮給男孩們上的洗魚課。 |             |                                                          |               | |                |           |                       |
| 122 | 11          | 聖誕老人的模擬 The Santa Simulation                      | 馬克·森卓斯基 | 故事：查克·洛爾、艾力·卡普蘭、史提夫·霍蘭德 劇本：史蒂文·莫拉羅、占·雷諾茲、瑪麗亞·法拉利                                   | 2012年12月13日 | 3X7611    | 16.77                 |
| 男孩們和斯圖爾特在女孩們不在時玩龙与地下城。地下城主里安納設定了一個圣诞节主題，玩家們必須從一群食人魔手中救出圣诞老人，這讓薛爾登懊惱不已，因為他討厭聖誕節。雷傑的角色很早就死了，所以他和潘妮、伯納黛特和艾米一起在酒吧度過女孩之夜。在酒吧，雷傑感嘆儘管他是一個成功人士，但他仍是單身。女孩們表示同情，艾米甚至與他分享了她的孤獨經歷。這讓雷傑感到安慰，但他也因而被艾米吸引，在此之前艾米是女孩們中唯一一個他還沒有被吸引的女人。與此同時，在遊戲中，薛爾登在聖誕老人的地下城中癱瘓了霍華德和斯圖爾特的角色，斥責聖誕老人沒有讓外祖父（薛爾登外祖父是唯一鼓勵他追求科學的家庭成員）復活，這是他兒時的聖誕願望。薛爾登拋棄了聖誕老人，讓他被食人魔活活吃掉。薛爾登後來做了一個關於聖誕老人的噩夢，聖誕老人為無法復活外祖父而道歉，然後向他發射了一門大砲。 標題出處: 龍與地下城的聖誕老人故事情節。 |             |                                                          |               | |                |           |                       |
| 123 | 12          | 雞蛋沙律的等價 The Egg Salad Equivalency                 | 馬克·森卓斯基 | 故事：查克·洛爾、艾力·卡普蘭、占·雷諾茲 劇本：史蒂文·莫拉羅、比爾·皮禮迪、史提夫·霍蘭德                                     | 2013年1月3日   | 3X7612    | 19.25                 |
| 亞歷克斯邀請里安納陪她參加基普·索恩關於量子泡沫的講座。因為里安納當天要和潘妮約會，他拒絕了亞歷克斯的邀請，所以她提出“在晚餐時”談論講座的內容。里安納意識到亞歷克斯正在追求他，儘管他已經對潘妮做出承諾，但他對同時有兩個有魅力的女人喜歡他感到受寵若驚。薛爾登知道後很不高興，因為他的助手亞歷克斯應該把時間花在他身上。薛爾登向艾米、潘妮和伯納黛特徵求意見，向她們描述發生的事情，並替換里安納和亞歷克斯的名字以“保護他們的身份”。女孩們很快就推斷出了真實情況，知道里安納喜歡被人追求，讓潘妮很生氣。在伯納黛特的建議下，薛爾登與亞歷克斯討論了這個問題，但他的不當性言語導致她向人力資源部提出性骚扰投訴。薛爾登無意中用種族主義和厭惡女性的言論激怒了人力資源部行政人員非裔美国人珍妮·戴維斯。為了證明自己在大學裡沒有做過最壞的事情，薛爾登將里安納、霍華德和雷傑牽連其中；珍妮也叫他們到人力資源部談話。薛爾登必須參加在線性騷擾研討會，但他不願意在這種“瞎鬧”上浪費時間，於是他讓亞歷克斯幫忙完成它。與此同時，里安納演奏他的大提琴向潘妮道歉並否認對亞歷克斯的感情，並向潘妮保證對她忠誠。後來潘妮說她現在可以應對她的不安全感：她戴上厚框眼鏡，看起來像個科學家，讓里安納性慾大起。 標題出處: 薛爾登引用他已故父親在德州溫暖的一天將女性比喻為雞蛋沙律三明治的話：“充滿雞蛋，但只有很短的時間吸引人。” |             |                                                          |               | |                |           |                       |
| 124 | 13          | 貝克斯菲爾德的遠征 The Bakersfield Expedition            | 馬克·森卓斯基 | 故事：查克·洛爾、占·雷諾茲、史提夫·霍蘭德 劇本：史蒂文·莫拉羅、艾力·卡普蘭、瑪麗亞·法拉利                                   | 2013年1月10日  | 3X7613    | 20.00                 |
| 里安納開車帶男孩們去貝克斯菲爾德動漫展，他們在瓦斯奎茲岩石（《星空奇遇記》的拍攝地）臨時停留，並穿著《新星空奇遇記》角色服裝拍照，但有人偷走了里安納的車，車上有他們的衣服和電話。四人被困在加利福尼亞沙漠，他們沒有穿普通衣服，也沒有交通工具或通訊工具，他們試圖搭順風車去貝克斯菲爾德，但沒有人停下來。他們走到附近的一家餐館打電話報警。四人士氣低落，他們決定不去動漫展，並乘坐霍華德母親租用的汽車返回帕薩迪納。與此同時，女孩們想知道為什麼男孩們喜歡漫畫和超級英雄，她們認為這些東西只適合孩子們看。為了了解原因，她們在漫畫書店買了漫畫，在潘妮的公寓裡閱讀。為了解決關於雷神之鎚的激烈爭論，她們隨後在公寓裡閱讀里安納和薛爾登的漫畫。回到里安納和薛爾登的公寓後，男孩們聽到女孩們還在為漫畫書爭論不休。隨後，男孩們都同意進去公寓調查——就像星空奇遇記情節一樣。在最後一幕中，兩名偷車賊享受著薛爾登編入里安納汽车导航系统的州際公路系統測驗。 標題出處: 男孩們前往貝克斯菲爾德動漫展的旅程。 |             |                                                          |               | |                |           |                       |
| 125 | 14          | 高栢/克里普克的倒置 The Cooper/Kripke Inversion          | 馬克·森卓斯基 | 故事：查克·洛爾、艾力·卡普蘭、安東尼·德爾·布羅科洛 劇本：史蒂文·莫拉羅、占·雷諾茲、史提夫·霍蘭德                            | 2013年1月31日  | 3X7614    | 17.76                 |
| 薛爾登和克里普克被迫在一個聚變反應堆項目上合作。令薛爾登沮喪的是，克里普克的工作成果遠比他優越。薛爾登非常沮喪，甚至允許艾米擁抱他。克里普克就薛爾登糟糕的工作成果與他對質，但認為薛爾登與艾米經常發生性行為是主要的原因。薛爾登出人意料地支持克里普克這個錯誤的理論，以防止同事發現他不是加州理工學院最聰明的人。那天晚上，薛爾登以一個令人難以置信的啟示震驚了潘妮和里安納：他在將來“有可能”與艾米發生身體關係。與此同時，霍華德和雷傑訂購了他們自己的定制人偶，但卻收到了非常不切實際的模型。然後，他們花5000美元購買了一台二手3D打印機，以製作他們自己和伯納黛特的精緻人偶。伯納黛特因收到霍華德和她自己的人偶感到高興，直到她聽到霍華德為打印機支付了多少錢。她將霍華德從他們的聯名賬戶中屏除，以教他金錢的價值；霍華德只能將自己的一半打印機所有權賣給雷傑。 標題出處: 克里普克和薛爾登交換角色：克里普克工作出色，並以薛爾登式的方式提出不恰當的問題；薛爾登對正常的人類社會化有著克里普克式的興趣。 |             |                                                          |               | |                |           |                       |
| 126 | 15          | 劇透警報的分割 The Spoiler Alert Segmentation            | 馬克·森卓斯基 | 故事：查克·洛爾、艾力·卡普蘭、史提夫·霍蘭德 劇本：史蒂文·莫拉羅、瑪麗亞·法拉利、亞當·法伯曼                                 | 2013年2月7日   | 3X7615    | 18.98                 |
| 里安納正在閱讀《哈利波特——混血王子的背叛》，但薛爾登向他劇透了結局。一場激烈的爭吵後，里安納離開了他們的公寓，並搬進潘妮的公寓。潘妮對此感到不舒服，但無法說服里安納搬回去。艾米發現里安納搬出去了，便想搬進來和薛爾登一起住，這讓他很不舒服。後來，潘妮和薛爾登因類似的困境互相安慰，並決定告訴他們的伴侶真相。當薛爾登讓艾米搬離開時，她被激怒了。薛爾登很害怕，立即說里安納可能會回來，因為潘妮不想讓他和她住在一起，隨後四人之間發生了短暫的爭吵。沮喪的里安納搬回了薛爾登的公寓，薛爾登隨即劇透了《行屍》的情節。艾米對他們兩人很生氣，考慮搬進潘妮的公寓，這讓潘妮再次感到不舒服。與此同時，霍華德與伯納黛特和她的同事一起去拉斯维加斯旅行，希望雷傑有空照顧他的母親，因為她與牙醫男友分手後情緒低落。雷傑注意到她的抑鬱症，因此留下了一夜陪伴她。她像對待霍華德一樣寵愛雷傑，並隱藏他的衣服和車匙以防止他離開。當雷傑試圖從霍華德臥室的窗戶逃走時，她把他拉了回來。 標題出處: 在薛爾登劇透了《哈利波特——混血王子的背叛》的結局後，里安納選擇搬去和潘妮同居。劇透的概念在本集中多次使用。 |             |                                                          |               | |                |           |                       |
| 127 | 16          | 切實感情的憑證 The Tangible Affection Proof              | 馬克·森卓斯基 | 故事：查克·洛爾、比爾·皮禮迪、史提夫·霍蘭德 劇本：史蒂文·莫拉羅、占·雷諾茲、塔拉·埃爾南德斯                                 | 2013年2月14日  | 3X7616    | 17.89                 |
| 情人节當天，里安納和潘妮與霍華德和伯納黛特在餐廳裡共進晚餐，霍華德和伯納黛特的心情很糟：霍華德只顧玩刺客教條而不洗衣服；他打破了送給伯納黛特的情人節禮物；她把他的Xbox藏了起來。然而，潘妮看到前男友向女友求婚後大怒，在里安納試圖向她求婚以追平她前男友的求婚後與他爭吵。當里安納斥責潘妮破壞他們的約會時，她向里安納承認，她經常擔心里安納會在她準備好之前求婚。里安納說他不會再求婚，並建議潘妮準備好後再向他求婚。潘妮接受了這一個建議，他們和解了。與此同時，薛爾登讓亞歷克斯為艾米買一份情人節禮物。亞歷克斯買了三份禮物：一個豎琴形狀的音樂盒，裡面裝著艾米最愛的歌曲；坎特伯雷故事之旅地圖；圣地亚哥·拉蒙-卡哈尔的腦細胞簽名畫；薛爾登選擇了簽名畫但自己保留了它。艾米來到公寓後，建議他們隨心所欲地慶祝，沒有浪漫或禮物、訂購一份披薩以及觀看星空奇遇記或星球大戰DVD。薛爾登很感動，他讓艾米成為他的緊急聯繫人作為情人節禮物。艾米的喜悅很快變成了煩惱，因為緊急電話經常打斷她的工作，更要照顧薛爾登的疑病症。在其他地方，當天都沒有約會的雷傑和斯圖爾特為單身同胞舉辦了一場書店派對，雷傑告訴大家：「單身人士並不孤單，因為擁有彼此。」但是當客人露西稱讚他的演講時，他請她出去喝咖啡然後和她一起離開。 標題出處: 在情人節中，每一對伴侶都表現出一些切實的感情。                                        |             |                                                          |               | |                |           |                       |
| 128 | 17          | 怪物的隔離 The Monster Isolation                         | 馬克·森卓斯基 | 故事：查克·洛爾、戴夫·格奇、瑪麗亞·法拉利 劇本：史蒂文·莫拉羅、艾力·卡普蘭、史提夫·霍蘭德                                   | 2013年2月21日  | 3X7617    | 17.62                 |
| 雷傑和露西在情人節派對後一起喝咖啡，但露西假裝去洗手間並逃離了他們的約會。雷傑受傷得很深，他留在自己的公寓裡，感覺無法再約會，拒絕上班或與朋友外出。當霍華德就露西的行為質問她時，她把自己的電話號碼給了霍華德讓他轉交給雷傑。霍華德隨後去雷傑的公寓，雷傑只穿著一條白色三角褲和Ugg靴。起初雷傑沒有興趣再見露西，但後來情緒有所緩和。露西去雷傑的公寓，為她在約會中途離開而道歉，並透露她在不認識的人面前會非常害羞和不舒服，但正在努力改善。雷傑對此感到高興，也因而承認他有选择性缄默症，露西無法相信，但同意另約出來找出答案。與此同時，薛爾登關於內布拉斯加州州旗的《旗幟的樂趣》Podcast的特邀嘉賓是潘妮，她還指導他的肢体语言。在一次視像通話中，艾米告訴薛爾登應該感謝潘妮對他Podcast的幫助。當薛爾登感謝潘妮時，她邀請他去觀賞她的戲劇表演《欲望号街车》。在艾米的建議下，他勉強同意與艾米和里安納一同前往。這齣戲劇很成功，潘妮的出色表演甚至給薛爾登留下了深刻的印象。 標題出處: 雷傑試圖隔離自己的“怪物”（社交問題），希望能找到愛情。他還把自己隔離在公寓裡。 |             |                                                          |               | |                |           |                       |
| 129 | 18          | 合同義務的執行 The Contractual Obligation Implementation | 馬克·森卓斯基 | 故事：查克·洛爾、艾力·卡普蘭、史提夫·霍蘭德 劇本：史蒂文·莫拉羅、占·雷諾茲、瑪麗亞·法拉利                                   | 2013年3月7日   | 3X7618    | 17.63                 |
| 作為加州理工學院合同的一部分，里安納、薛爾登和霍華德必須在一個向年輕女性推廣科學的委員會中任職。薛爾登和霍華德都不感興趣，但在里安納的哄騙下，薛爾登建議把重點放在中學女生身上，並鼓勵她們在完成學業後追求科學。他們去到霍華德的舊中學，但無法激發中學女生們對科學的熱情，所以薛爾登打電話給兩位科學家艾米和伯納黛特，通過電話與全班同學討論科學的職業生涯。與此同時，女孩們蹺班去迪士尼樂園，還被打扮成迪士尼公主。她們都想成為灰姑娘，但伯納黛特堅持認為她是灰姑娘，因為她計劃了這次旅行並負責開車，所以最終潘妮是睡美人的奧羅拉公主，艾米則是白雪公主 (迪士尼)。回到家後，伯納黛特和潘妮的服裝引起了她們伴侶們的性慾。仍然穿著白雪公主服裝的艾米想讓薛爾登用一個吻喚醒她，但他又累又不感興趣。在其他地方，雷傑和露西在圖書館有一個“短訊約會”：他們通過傳短訊互動來規避他們的社交問題。在約會結束時，露西想親吻雷傑，但她因為緊張而逃跑了。 標題出處: 里安納、薛爾登和霍華德在合同中的義務是幫助向中學女生推廣科學。 |             |                                                          |               | |                |           |                       |
| 130 | 19          | 壁櫥的重新配置 The Closet Reconfiguration                | 安東尼·里奇   | 故事：查克·洛爾、占·雷諾茲、瑪麗亞·法拉利 劇本：史蒂文·莫拉羅、史提夫·霍蘭德、艾力·卡普蘭                                   | 2013年3月14日  | 3X7619    | 15.90                 |
| 在伯納黛特準備的泰國美食晚宴上，薛爾登帶外賣來食並冒犯伯納黛特，她和霍華德誘騙薛爾登清理他們的壁櫥。薛爾登發現並閱讀了霍華德失散多年的父親在霍華德18歲生日時寫給他的一封信。霍華德沒有閱讀就毀掉了這封信，但心情仍然很矛盾。其他人哄騙薛爾登透露這封信的內容。當霍華德發現除了他以外的人都知道信的內容時，他憤怒地離開里安納和潘妮的晚宴。所有人都前往伯納黛特和霍華德的公寓，薛爾登援引态叠加原理告訴霍華德信中的內容，而霍華德實際上並不知道：每個人都會說出這封信內容的一個版本，但實際上只有一個版本是真實的；雷傑說他父親給他寄了一張生日賀卡；薛爾登提到了一張單眼威利丟失的海盜寶藏的地圖（《小靈精》的情節）；艾米說他的父親偷偷參加了兒子的高中畢業典禮，並感到非常自豪地哭了；潘妮說他父親的“另一種生活”追上了他，所以他為了家人的安全離開了他；里安納說他父親在信中提及家庭的重要性，說霍華德永遠不應該像他那樣拋棄他的家庭；伯納黛特描述了一張霍華德父親抱著嬰兒的照片，上面寫著“霍華德，我的兒子，我最大的禮物”。霍華德很高興，希望所有的版本都是真的，然後和其他人一起回到里安納和潘妮的晚宴上。 標題出處: 薛爾登整理霍華德和伯納黛特的衣櫥。 |             |                                                          |               | |                |           |                       |
| 131 | 20          | 終身職位的湍流 The Tenure Turbulence                     | 馬克·森卓斯基 | 故事：史蒂文·莫拉羅、艾力·卡普蘭、瑪麗亞·法拉利 劇本：查克·洛爾、史提夫·霍蘭德、占·雷諾茲                                   | 2013年4月4日   | 3X7620    | 17.24                 |
| 特普曼教授去世後，薛爾登、里安納、雷傑和克里普克爭奪他的終身職位，並試圖打動加州理工學院人力資源部行政人員和終身職位委員會委員長珍妮·戴維斯。里安納和克里普克與珍妮一起在健身房鍛煉以與她交談，但里安納因為過度運動而哮喘復發；雷傑給她發送了一條90分鐘的自傳影片；薛爾登給了她一張電視迷你剧集《根》的DVD，以彌補他早先的種族主義言論，但當她不想要時，他冒犯了她，問“你是黑人，對嗎？”。薛爾登、里安納和雷傑參加了特普曼的追悼會，薛爾登和里安納帶著艾米和潘妮來給終身職位委員會留下深刻印象。在追悼會前的相遇中，他們互相猛烈抨擊，甚至艾米和潘妮也參與鬥爭。只有當里安納意識到他寧願失去終身職位也不願失去他的朋友時，這場鬥爭才停止。五人決定離開，但在看到克里普克奉承珍妮後繼續留下。薛爾登、里安納和雷傑最終入圍終身職位，珍妮說因為他們的學術成就的確很高。薛爾登感謝珍妮，但又一次冒犯了她，給了她一個所謂的“傳統黑人握手禮”。 標題出處: 新的終身職位在薛爾登、里安納和雷傑之間引起了動盪，他們都是潛在的候選人。 |             |                                                          |               | |                |           |                       |
| 132 | 21          | 閉合的選擇 The Closure Alternative                       | 馬克·森卓斯基 | 故事：查克·洛爾、比爾·皮禮迪、塔拉·埃爾南德斯 劇本：史蒂文·莫拉羅、占·雷諾茲、史提夫·霍蘭德                                 | 2013年4月25日  | 3X7621    | 15.05                 |
| 當Syfy電視連續劇《阿爾法戰士》在結尾留下懸念但仍然被取消時，薛爾登很不高興，他打電話給SyFy網絡讓其重新播出，但沒有成功。艾米決定教薛爾登克服他對“閉合”的固執：她強行阻止他在結束前完成各種任務。薛爾登掩飾自己的憤怒並假裝被治愈，但艾米一離開，他就興高采烈地完成了她打斷的每一項任務。薛爾登後來打電話給《阿爾法戰士》的創作者，問他這個系列會如何結束；在聽到描述後，薛爾登不為所動並掛斷了電話。與此同時，里安納希望與潘妮找到共同的興趣，所以邀請她和他一起看《魔法奇兵》；她假裝很享受，以免傷害他的感情。潘妮向伯納黛特透露，與里安納不同，她對許多事情都沒有熱情，但她自己希望改變這一點。在與里安納共進晚餐時，潘妮意識到她對里安納和他的朋友們充滿熱情，甚至是薛爾登。在其他地方，雷傑對露西關於他們約會的博客文章將他描述為“有點女性化”感到沮喪。霍華德建議雷傑利用他“有點女性化”這一點在和露西的約會中取得優勢。雷傑拒絕了霍華德的建議：當他和露西約會在家做飯時，他試圖變得更有男子氣概，但卻讓她毛骨悚然。就在露西要離開的時候，雷傑解釋說他看了她的博客。露西說雷傑的女性化是“好”的：因為他甜蜜、體貼以及“皮膚像焦糖”，這讓他成為一個很棒的男朋友。 標題出處: 艾米安排了一系列練習來幫助薛爾登解決他的“閉合”問題。                                                                                 |             |                                                          |               | |                |           |                       |
| 133 | 22          | 質子的復興 The Proton Resurgence                         | 馬克·森卓斯基 | 故事：查克·洛爾、占·雷諾茲、史提夫·霍蘭德 劇本：史蒂文·莫拉羅、艾力·卡普蘭、瑪麗亞·法拉利                                   | 2013年5月2日   | 3X7622    | 16.29                 |
| 薛爾登和里安納發現阿瑟·杰弗里斯博士，即質子教授（他們小時候喜愛的兒童科學節目的主持），可以被邀請參加兒童派對。阿瑟接受了在他們公寓表演的邀請。阿瑟覺得為兩位物理學家做兒童節目很奇怪，但因為他喜歡潘妮，所以很享受為她表演。但當她表現出對科學的無知，阿瑟想知道她和里安納平常有什麼能聊天時，他想離開了。阿瑟承認對自己的電視形象感到失望，因為儘管他擁有康奈尔大学哲學博士學位，但其他科學家從未認真對待過他。然而，當聽到薛爾登和里安納說因為他而成為物理學家時，阿瑟很受鼓舞。阿瑟因心律調節器突然出現問題被送往醫院，並請求薛爾登在第二天代表他參加一個韓國孩子的生日派對，因為他身體不適。薛爾登受寵若驚，並將質子教授視為他的“父親”。與此同時，雷傑因為週末要在望遠鏡實驗室工作，他讓霍華德和伯納黛特照顧他的約克夏㹴肉桂，但肉桂在公園裡走失了。其他人找到肉桂並聯繫了雷傑。雷傑痛斥他們丟失了肉桂，但伯納黛特在知道肉桂在幾個小時前被發現後，她反過來痛斥雷傑讓他們擔心這麼久而感到內疚。 標題出處: “質子教授”在成為薛爾登和里安納的童年英雄後重新進入他們的生活。 |             |                                                          |               | |                |           |                       |
| 134 | 23          | 愛情咒語的潛力 The Love Spell Potential                  | 安東尼·里奇   | 故事：查克·洛爾、占·雷諾茲、瑪麗亞·法拉利 劇本：史蒂文·莫拉羅、艾力·卡普蘭、史提夫·霍蘭德                                   | 2013年5月9日   | 3X7623    | 16.30                 |
| 女孩們去拉斯维加斯度過週末和露西很忙，所以男孩們一起玩《龍與地下城》，霍華德作為新的地下城主——他沿途添加尼古拉斯·凯奇、艾尔·帕西诺、克里斯托弗·沃肯的聲音模仿，以娛樂大家。露西給雷傑發短信說她有空了，他殺死了自己的角色離開遊戲並和她約會，她承認她試圖強迫自己做一些讓她害怕的事情。約會很順利，直到雷傑試圖強迫露西退回她的蟹餅。露西前往洗手間並爬出窗外，但她被困在鐵絲網圍欄後面，所以她向雷傑求助。雷傑質問露西總是在約會途中離開，但他說真的很喜歡她，因為她有比他更多的情感問題，他們接著隔著柵欄親吻。與此同時，在薛爾登和里安納的公寓裡，男孩們的遊戲被女孩們打斷了，因為艾米襲擊了一名“摸索”她的运输安全管理局安全官，她們無法登上前往維加斯的航班，於是她們加入遊戲。遊戲過程一切都很好，直到潘妮建議薛爾登和艾米的角色在遊戲中發生性行為，這讓艾米感到沮喪，她覺得其他人在嘲笑她與薛爾登沒有性的情侶關係，她把自己鎖在薛爾登的房間裡。薛爾登安慰艾米，解釋說儘管沒有做愛，但他認為他們的關係依然“親密”。薛爾登也不排除有一天會和艾米發生性行為，然後他們用遊戲角色模擬了一個性愛場景。 標題出處: 在《龍與地下城》遊戲中，愛情咒語施加在薛爾登和艾米的角色身上。 |             |                                                          |               | |                |           |                       |
| 135 | 24          | 一路順風的反應 The Bon Voyage Reaction                   | 馬克·森卓斯基 | 故事：史蒂文·莫拉羅、史提夫·霍蘭德、塔拉·埃爾南德斯 劇本：查克·洛爾、占·雷諾茲、瑪麗亞·法拉利                               | 2013年5月16日  | 3X7624    | 15.48                 |
| 史提芬·霍金計劃在北海進行一次探險，以尋找安魯輻射的流體動力當量。團隊中有一個實驗物理學家退出，所以霍華德提議里安納代替他，但里安納不願意離開潘妮四個月。潘妮鼓勵里安納，因為這是一個很好的生涯機會，而薛爾登則嫉妒里安納的機會和害怕長時間的孤獨，徒勞地試圖勸阻他。在潘妮的建議下，薛爾登克服了嫉妒，後來在里安納的一路順風派對上敬酒支持他。與此同時，大夥們想與討厭結識新朋友的露西見面，雷傑建議她先見其中一個朋友；而榮譽落到了大夥們最新的成員艾米身上。艾米與露西相處融洽，但當雷傑要求了解他們現在的關係狀況時，露西躲在浴室裡。後來，露西不情願地同意去里安納的派對，卻給雷傑發短信說要和他分手，讓他淚流滿面。後來，潘妮開車送里安納去機場後，便去安慰雷傑。當雷傑說自己不可愛時，潘妮說酒精影響了他說話——但自從露西和他分手後，雷傑一直沒有喝酒。兩人都很驚訝和高興地意識到雷傑終於克服了他的選擇性緘默症。這一集的結尾是雷傑不停地說話和談論露西，惹惱了女孩們。 標題出處: 其他人對里安納夏天去海上工作的反應。 |             |                                                          |               | |                |           |                       |